# Steve Brodie (attore)
Steve Brodie, nato John Stevens (El Dorado, 25 novembre 1919 – West Hills, 9 gennaio 1992), è stato un attore statunitense.
Recitò in oltre 80 film dal 1944 al 1988 e apparve in oltre 80 produzioni televisive dal 1951 al 1979. Scelse il proprio nome d'arte acquisendolo dal temerario che affermò di aver saltato dal ponte di Brooklyn nel 1886.

## Biografia
Debuttò nel 1944, con un ruolo non accreditato, nel film Cinque maniere di amare e in televisione nell'episodio Angel della serie televisiva Gruen Guild Playhouse, andato in onda il 18 ottobre 1951. Interpretò prevalentemente ruoli secondari, in numerosi film per il cinema ed episodi di serie televisive dagli anni cinquanta agli anni settanta e ottanta. In particolare, per la televisione interpretò il ruolo dello sceriffo Johnny Behan in 9 episodi della serie Le leggendarie imprese di Wyatt Earp dal 1960 al 1961, e molti altri ruoli di supporto e apparizioni da guest star. Per il cinema, fu antagonista di Elvis Presley in tre pellicole, Blue Hawaii (1961), Il cantante del luna park (1964) e Paradiso hawaiano (1966).
La sua ultima apparizione sul piccolo schermo avvenne nell'episodio The Forgotten della serie televisiva Alla conquista del West, andato in onda il 19 marzo 1979, che lo vide nel ruolo del sergente Chester Worth, mentre per il grande schermo l'ultima interpretazione risale al film The Wizard of Speed and Time (1988), in cui interpretò Lucky Straeker.
Morì a West Hills, in California, il 9 gennaio 1992. Sposò Virginia Osburn, Barbara Ann Stillwell Savitt e Lois Andrews. È il padre dell'attore e regista Kevin Brodie.

## Filmografia

### Cinema
- Cinque maniere di amare (Ladies Courageous), regia di John Rawlins (1944)
- La nave della morte (Follow the Boys), regia di A. Edward Sutherland e John Rawlins (1944)
- Missione segreta (Thirty Seconds Over Tokyo), regia di Mervyn LeRoy (1944)
- This Man's Navy, regia di William A. Wellman (1945)
- L'ora di New York (The Clock), regia di Vincente Minnelli e Fred Zinnemann (1945)
- Tutti pazzi (It's in the Bag!), regia di Richard Wallace (1945)
- Due marinai e una ragazza (Anchors Aweigh), regia di George Sidney (1945)
- The Crimson Canary, regia di John Hoffman (1945)
- Salerno, ora X (A Walk in the Sun), regia di Lewis Milestone (1945)
- Una giovane vedova (Young Widow), regia di Edwin L. Marin (1946)
- La terra dei senza legge (Badman's Territory), regia di Tim Whelan (1946)
- Sunset Pass, regia di William Berke (1946)
- Criminal Court, regia di Robert Wise (1946)
- The Falcon's Adventure, regia di William Berke (1946)
- Frontiere selvagge (Trail Street), regia di Ray Enright (1947)
- I predoni della montagna (Code of the West), regia di William Berke (1947)
- Morirai a mezzanotte (Desperate), regia di Anthony Mann (1947)
- Fiamme sulla Sierra (Thunder Mountain), regia di Lew Landers (1947)
- Odio implacabile (Crossfire), regia di Edward Dmytryk (1947)
- Le catene della colpa (Out of the Past), regia di Jacques Tourneur (1947)
- The Arizona Ranger, regia di John Rawlins (1948)
- Guns of Hate, regia di Lesley Selander (1948)
- Gli avvoltoi (Return of the Bad Men), regia di Ray Enright (1948)
- La città della paura (Station West), regia di Sidney Lanfield (1948)
- Squadra mobile 61 (Bodyguard), regia di Richard Fleischer (1948)
- Rose of the Yukon, regia di George Blair (1949)
- Brothers in the Saddle, regia di Lesley Selander (1949)
- Rustlers, regia di Lesley Selander (1949)
- I Cheated the Law, regia di Edward L. Cahn (1949)
- Odio (Home of the Brave), regia di Mark Robson (1949)
- I lancieri del deserto (Massacre River), regia di John Rawlins (1949)
- Complotto a San Francisco (Treasure of Monte Cristo), regia di William Berke (1949)
- La pista di fuoco (The Big Wheel), regia di Edward Ludwig (1949)
- Tough Assignment, regia di William Beaudine (1949)
- The Great Plane Robbery, regia di Edward L. Cahn (1950)
- Sterminate la gang! (Armored Car Robbery), regia di Richard Fleischer (1950)
- It's a Small World, regia di William Castle (1950)
- Winchester '73, regia di Anthony Mann (1950)
- L'ammiraglio di Walla Walla (The Admiral Was a Lady), regia di Albert S. Rogell (1950)
- Non ci sarà domani (Kiss Tomorrow Goodbye), regia di Gordon Douglas (1950)
- Corea in fiamme (The Steel Helmet), regia di Samuel Fuller (1951)
- La spada di Montecristo (The Sword of Monte Cristo), regia di Maurice Geraghty (1951)
- M, regia di Joseph Losey (1951)
- L'avamposto degli uomini perduti (Only the Valiant), regia di Gordon Douglas (1951)
- La legge del mare (Fighting Coast Guard), regia di Joseph Kane (1951)
- Two Dollar Bettor, regia di Edward L. Cahn (1951)
- Joe Palooka in Triple Cross, regia di Reginald Le Borg (1951)
- Bal Tabarin, regia di Philip Ford (1952)
- Three for Bedroom C, regia di Milton H. Bren (1952)
- La donna della maschera di ferro (Lady in the Iron Mask), regia di Ralph Murphy (1952)
- The Story of Will Rogers, regia di Michael Curtiz (1952)
- Army Bound, regia di Paul Landres (1952)
- White Lightning, regia di Edward Bernds (1953)
- Il risveglio del dinosauro (The Beast from 20,000 Fathoms), regia di Eugène Lourié (1953)
- L'indiana bianca (The Charge at Feather River), regia di Gordon Douglas (1953)
- Il cervello di Donovan (Donovan's Brain), regia di Felix E. Feist (1953)
- Il mare dei vascelli perduti (Sea of Lost Ships), regia di Joseph Kane (1953)
- L'ammutinamento del Caine (The Caine Mutiny), regia di Edward Dmytryk (1954)
- Terra lontana (The Far Country), regia di Anthony Mann (1954)
- La torre crudele (The Cruel Tower), regia di Lew Landers (1956)
- Duello a Durango (Gun Duel in Durango), regia di Sidney Salkow (1957)
- Under Fire, regia di James B. Clark (1957)
- Il quadrato della violenza (The Crooked Circle), regia di Joseph Kane (1957)
- Spy in the Sky!, regia di W. Lee Wilder (1958)
- Sierra Baron, regia di James B. Clark (1958)
- Arson for Hire, regia di Thor L. Brooks (1959)
- Here Come the Jets, regia di Gene Fowler Jr. (1959)
- Tre vengono per uccidere (Three Came to Kill), regia di Edward L. Cahn (1960)
- Blue Hawaii, regia di Norman Taurog (1961)
- Una ragazza chiamata Tamiko (A Girl Named Tamiko), regia di John Sturges (1962)
- Amore e desiderio (Of Love and Desire), regia di Richard Rush (1963)
- A Bullet for Billy the Kid, regia di Rafael Baledon (1963)
- Il cantante del luna park (Roustabout), regia di John Rich (1964)
- The Wild World of Batwoman, regia di Jerry Warren (1966)
- Paradiso hawaiano (Paradise, Hawaiian Style), regia di Michael D. Moore (1966)
- The Cycle Savages, regia di Bill Brame (1969)
- L'invasione dei ragni giganti (The Giant Spider Invasion), regia di Bill Rebane (1975)
- Wooju heukgisa, regia di Jong-hui Park (1979)
- L'isola del dottor Frankenstein (Frankenstein Island), regia di Jerry Warren (1981)
- Delta Pi, regia di Kevin Brodie (1984)
- The Wizard of Speed and Time, regia di Mike Jittlow (1988)

### Televisione
- Gruen Guild Playhouse – serie TV, 3 episodi (1951-1952)
- The Schaefer Century Theatre – serie TV, 2 episodi (1952)
- Squadra mobile (Racket Squad) – serie TV, un episodio (1953)
- Wild Bill Hickok (Adventures of Wild Bill Hickok) – serie TV, 2 episodi (1952-1953)
- Your Jeweler's Showcase – serie TV, 2 episodi (1952-1953)
- The Pepsi-Cola Playhouse – serie TV, un episodio (1954)
- Waterfront – serie TV, un episodio (1954)
- Mr. & Mrs. North – serie TV, 2 episodi (1954)
- Stories of the Century – serie TV, un episodio (1954)
- Your Favorite Story – serie TV, un episodio (1954)
- The Public Defender – serie TV, un episodio (1954)
- Il cavaliere solitario (The Lone Ranger) – serie TV, 3 episodi (1953-1954)
- Studio One – serie TV, un episodio (1955)
- Cavalcade of America – serie TV, un episodio (1955)
- Scienza e fantasia (Science Fiction Theatre) – serie TV, episodi 1x21-1x34 (1955)
- Damon Runyon Theater – serie TV, episodi 1x04-2x15 (1955-1956)
- Front Row Center – serie TV, un episodio (1956)
- Celebrity Playhouse – serie TV, episodi 1x16-1x38 (1956)
- Lux Video Theatre – serie TV, 4 episodi (1954-1956)
- Studio 57 – serie TV, un episodio (1956)
- Schlitz Playhouse of Stars – serie TV, 2 episodi (1952-1957)
- Crossroads – serie TV, episodio 2x34 (1957)
- Sugarfoot – serie TV, episodio 1x02 (1957)
- Navy Log – serie TV, episodio 3x19 (1958)
- The Fisher Family – serie TV, un episodio (1958)
- Climax! – serie TV, episodio 4x23 (1958)
- Alfred Hitchcock presenta (Alfred Hitchcock Presents) – serie TV, 4 episodi (1956-1958)
- The Silent Service – serie TV, un episodio (1958)
- The Adventures of Ozzie & Harriet – serie TV, un episodio (1958)
- Panico (Panic!) – serie TV, episodio 2x13 (1958)
- Trackdown – serie TV, un episodio (1958)
- Flight – serie TV, episodio 1x07 (1958)
- The Rough Riders – serie TV, episodio 1x20 (1959)
- Richard Diamond (Richard Diamond, Private Detective) – serie TV, un episodio (1959)
- David Niven Show (The David Niven Show) – serie TV, episodio 1x09 (1959)
- 21 Beacon Street – serie TV, un episodio (1959)
- Ricercato vivo o morto (Wanted: Dead or Alive) – serie TV, episodi 1x08-1x23-2x01 (1958-1959)
- June Allyson Show (The DuPont Show with June Allyson) – serie TV, episodio 1x08 (1959)
- Man with a Camera – serie TV, episodio 2x06 (1959)
- The Millionaire – serie TV, 2 episodi (1956-1959)
- Pony Express – serie TV, episodio 1x22 (1960)
- The Alaskans – serie TV, episodio 1x21 (1960)
- Not for Hire – serie TV, episodi 1x14-1x23 (1960)
- Colt .45 – serie TV, un episodio (1960)
- The Deputy – serie TV, un episodio (1960)
- Tightrope – serie TV, episodio 1x36 (1960)
- The Brothers Brannagan – serie TV, un episodio (1960)
- Thriller – serie TV, episodio 1x11 (1960)
- Tales of Wells Fargo – serie TV, un episodio (1961)
- The Americans – serie TV, episodio 1x10 (1961)
- Maverick – serie TV, 2 episodi (1961)
- The Asphalt Jungle – serie TV, un episodio (1961)
- Carovana (Stagecoach West) – serie TV, episodi 1x08-1x35 (1960-1961)
- Le leggendarie imprese di Wyatt Earp (The Life and Legend of Wyatt Earp) – serie TV, 9 episodi (1960-1961)
- Tallahassee 7000 – serie TV, un episodio (1961)
- Surfside 6 – serie TV, episodio 2x11 (1961)
- Bronco – serie TV, un episodio (1961)
- Everglades – serie TV, 7 episodi (1961-1962)
- Laramie – serie TV, un episodio (1962)
- Hawaiian Eye – serie TV, episodio 3x26 (1962)
- Cheyenne – serie TV, 2 episodi (1961-1962)
- The Wide Country – serie TV, episodio 1x10 (1962)
- Going My Way – serie TV, episodio 1x11 (1962)
- Ripcord – serie TV, episodio 2x06 (1963)
- Indirizzo permanente (77 Sunset Strip) – serie TV, 2 episodi (1959-1963)
- Dakota (The Dakotas) – serie TV, episodio 1x11 (1963)
- Il virginiano (The Virginian) – serie TV, episodio 1x29 (1963)
- Perry Mason – serie TV, 3 episodi (1959-1963)
- Gli uomini della prateria (Rawhide) – serie TV, 3 episodi (1960-1963)
- Sotto accusa (Arrest and Trial) – serie TV, episodio 1x21 (1964)
- Death Valley Days – serie TV, un episodio (1964)
- L'amico Gipsy (The Littlest Hobo) – serie TV, un episodio (1964)
- The Beverly Hillbillies – serie TV, un episodio (1965)
- La legge di Burke (Burke's Law) – serie TV, episodio 2x27 (1965)
- A Man Called Shenandoah – serie TV, episodio 1x28 (1966)
- Daniel Boone – serie TV, un episodio (1967)
- Bonanza – serie TV, 3 episodi (1963-1968)
- Lassie – serie TV, 3 episodi (1964-1968)
- Gunsmoke – serie TV, 2 episodi (1961-1972)
- La famiglia Smith (The Smith Family) – serie TV, un episodio (1972)
- Pepper Anderson agente speciale (Police Woman) – serie TV, 2 episodi (1974-1978)
- Sulle strade della California (Police Story) – serie TV, 2 episodi (1975-1978)
- CHiPs – serie TV, 2 episodi (1978-1979)
- Alla conquista del West (How the West Was Won)– miniserie TV, un episodio (1979)

## Doppiatori italiani
- Gianfranco Bellini in L'avamposto degli uomini perduti; L'indiana bianca
- Adolfo Geri in Frontiere selvagge; Odio implacabile
- Emilio Cigoli in I lancieri del deserto
- Manlio Busoni in Le catene della colpa
- Alberto Sordi in Gli avvoltoi
- Renato Turi in La città della paura
- Cesare Polacco in Winchester '73
- Gualtiero De Angelis in Corea in fiamme
- Nino Pavese in Terra lontana